# Jan Willem Conrad
Jan Willem Conrad ('s-Gravenhage, 1 oktober 1795 – Zwolle, 4 april 1853) was een Nederlands waterbouwkundige, hoofdingenieur bij Rijkswaterstaat, en spoorwegpionier.
Conrad werd in 1795 in Den Haag geboren als oudste zoon was Frederik Willem Conrad, Inspecteur-Generaal van de Waterstaat, en Wilhelmina Brosterhuijzen.
Hij volgde de militaire school in Den Haag en het Lycée Charlemagne in Parijs. In 1815 trad hij in dienst bij Rijkswaterstaat, waar hij begon als tekenaar en zich opwerkte tot hoofdingenieur.
Na de Franse tijd werd hij na en korte periode in Den Helder geplaatst in de Zuidelijke Nederlanden. Hij werkte in Henegouwen en Namen en kwam in 1821 te werken on ingenieur Vifquain. Hij werkte daar aan een kanaal van Bergen in Henegouwen naar de Schelde. In 1823 werd hij overgeplaatst naar Maastricht, Hij werkte hier aan wat verbeteringswerken voor de Maas en aan de eerste aanleg van de Zuid-Willemsvaart. Verder werkte hij in Limburg ook aan verschillende straatwegen. Tijdens de Belgische Opstand van 1830 werd door de Belgen de kanaaldijk van de Zuid-Willemsvaart bij Neer-Oeteren doorgestoken. Conrad werd met de dichting van deze doorbraak belast, en bracht dit op 6 november tot een goed einde. Direct daarna werd hij overvallen door een groep Belgen, die hem gevangen namen en naar Hasselt meenamen. Hij slaagde er in 's-nachts te ontsnappen, en keerde terug te Maastricht. Daarna bleef hij verantwoordelijk voor het Nederlandse deel van Limburg. In 1837 realiseerde hij zich dat er geen vereniging van de beide Limburgen meer zou plaats vinden, en ging hij op zoek naar een meer belangrijke dienstkring. Het lukte hem om op 1 oktober 1837 benoemd te worden tot hoofd op Schouwen-Duiveland. Begin 1839 werd hij als ingenieur verbonden aan de ontwikkeling van een spoorlijn van Amsterdam naar Haarlem. In 1840 werd hij aangesteld als fungerend hoofdingenieur van Waterstaat te Maastricht. Na het sluiten van het verdrag van Maastricht (1843) werd in 1844 de grens tussen België en Nederland vastgesteld. Hij werkte van 1845-1850 aan het Kanaal Luik-Maastricht en aan een aantal straatwegen in de streek.
De inspecteurs Ferrand en Van der Kun vonden dat na gereedkomen van dit kanaal Conrad een wat zwaardere functie moest krijgen en hij werd in 1851 aangesteld bij de Algemene Dienst van Rijkswaterstaat in Den Haag. Zijn taak daar was het ontwerpen van een spoorlijn tussen Nederland en België. Hij werd echter in mei 1852 al overgeplaatst naar Overijssel. Hij werd daar ziek en overleed kort daarna. Hij was geridderd tot ridder in de Orde van de Nederlandse Leeuw.
Conrad was de broer van Frederik Willem Conrad (1800-1870). In 1824 trad hij in Maastricht in het huwelijk met Juliana Louise Lenssen uit het Duitse Rheydt. Dit huwelijk bracht twee zoons en een dochter voort. De oudste zoon was Jan Frederik Willem Conrad, de jongste zoon Julius Willem Hendrik Conrad.
- Biografisch Portaal: 49347260